# Idaea plumboscriptata
Idaea plumboscriptata là một loài bướm đêm trong họ Geometridae.